# Heinz Marciniak
Heinz Marciniak (* 23. Juni 1934; † 24. November 2021) war ein deutscher Fußballspieler und Sportfunktionär.
Marciniak spielte Fußball als Torwart zunächst bei Chemie Bitterfeld und 1954 beim SC DHfK Leipzig, der eine Halbserie in der DDR-Liga antrat. Nach Auflösung der Fußballabteilung der DHfK wurde er zum SC Dynamo Berlin beordert, für den er zwei Oberliga-Partien absolvierte. Anschließend wechselte er zu Chemie Wolfen. Hier war er ab 1984 auch Vereinsvorsitzender.
Von 1990 bis 2008 war Marciniak Vorsitzender des Fußballverbandes Sachsen-Anhalt (FSA). Ab 1998 war er Vorsitzender des Landessportbundes (LSB) Sachsen-Anhalt. Wegen einer Finanzaffäre um veruntreute Gelder der Sportförderung trat er 2008 vom Vorsitz des LSB zurück. Mindestens in der Saison 2012/13 war Marciniak Ehrenpräsident des FSA.